# Printse
La Printse est un cours d'eau affluent du Rhône. Situé en Valais dans le val de Nendaz sur la rive gauche du Rhône, elle rejoint ce dernier à la hauteur d'Aproz.

## Hydronymie
Le nom de la rivière viendrait de la déglutination de « L'Aprintse », tirée du nom d'Aproz. Ce dernier vient du latin « asper » signifiant « terrain graveleux ». « Printse » peut également s'écrire avec un z, « Printze », ou avec un z et sans le t, « Prinze ».

## Parcours
De 14,8 km de longueur, la Printse prend sa source au-dessus du barrage de Cleuson, à près de 2 800 m d’altitude. Elle est formée par les glaciers du Grand Désert, de la pointe du Mont-Fort et du mont Fort. Toutes ces eaux sont captées par le barrage. En aval, la Printse est alimentée par de nombreux torrents latéraux, les 3 principaux étant la Printse de Tortin, la Tsâche et l’Ojintse.
Puis, il reprend son cours en aval du barrage où il traverse la commune de Nendaz et rejoint le Rhône à la hauteur du village d'Aproz, mais son embouchure se trouve sur le territoire de la commune de Sion.

## Hydroélectricité
Une partie des eaux sont captées pour les installations de la Grande Dixence.

## Hydrologie
Avant la construction du barrage de Cleuson, la Printse alimentait en eau huit bisses. En 2023, elle alimente encore six d'entre eux :
- Le Grand Bisse de Vex,
- Le Bisse d'En Bas,
- Le Bisse du Milieu,
- Le Bisse-Vieux,
- Le Bisse de Salins,
- Le Bisse de Baar.

Les deux derniers bisses qui ne sont plus alimentés en eau (ou partiellement) sont :
- Le Bisse de Saxon, qui est le plus long bisse du Valais avec 32 km et
- Le Bisse de Chervé.